# Sidney Lowe
Sidney Rochell Lowe (nacido el 21 de enero de 1960 en Washington D. C.), es un exjugador y entrenador estadounidense de la NBA, en la que disputó cuatro temporadas entre 1983 y 1990. Como entrenador ha ejercido en la NBA como entrenador principal y asistente y en la NCAA como entrenador principal durante 5 años en la Universidad de North Carolina. Desde 2021 es entrenador asistente de los Cleveland Cavaliers.

## Trayectoria deportiva

### Universidad
Lowe empezó su carrera en el instituto DeMatha Catholic en Hyattsville, Maryland. 
Después, en 1979, pasó a jugar en la Universidad Estatal de Carolina del Norte, donde fue el base titular en el campeonato que los Wolfpack ganaron en 1983 convirtiéndose en la gran sorpresa de aquel año bajo la dirección del técnico Jim Valvano. Aquella temporada promediaría 11,3 puntos, 3,7 rebotes y 7,5 asistencias siendo uno de los jugadores más destacados del equipo.
En sus cuatro temporadas en Carolina del Norte, Sidney promedió 8,7 puntos, 2,9 rebotes y 6,4 asistencias.

### Profesional
Tras el éxito cosechado en la NCAA, Lowe dio el salto a la NBA. El base fue elegido en la 1ª posición de 2ª ronda por Chicago Bulls del Draft de 1983.
Lowe jugó un total de cuatro temporadas en la NBA en cinco equipos distintos, Indiana Pacers, Detroit Pistons, Atlanta Hawks, Charlotte Hornets y Minnesota Timberwolves, sin tener ninguna relevancia en dichos conjuntos. 
Lo más destacado lo logró en la CBA, donde ayudó a Albany Patroons y Tampa Bay Thrillers a lograr sendos títulos.

### Entrenador
Después de retirarse del baloncesto en 1991, Lowe trabajó como entrenador asistente en Minnesota Timberwolves. A mediados de la temporada 1992-93 Lowe cogió las riendas del equipo como técnico del equipo hasta el final de la 1993-94. De 1994 hasta 1999, Lowe fue asistente de Mike Fratello en Cleveland Cavaliers. Lowe regresó a los Timberwolves en 1999 para trabajar una temporada como asistente de nuevo.
En la temporada 2000-01 le llegaría la segunda oportunidad de entrenar en la NBA de la mano de Vancouver Grizzlies. Fue el quinto técnico en la corta historia del equipo canadiense y firmó un balance de 23-59. Un año después, la franquicia se mudó a la ciudad de Memphis, pero los resultados fueron idénticos, 23-59. Tras comenzar la temporada 2002-03 con una racha de 8 derrotas consecutivas, la franquicia cesó a Sidney Lowe dejando un balance en la NBA con una floja cifra de 79 victorias y 228 derrotas. En 2003, regresó a Minnesota Timberwolves para ser el asistente, ahora, de Flip Saunders. Lowe se marchó con Saunders a Detroit Pistons en 2005 donde permaneció hasta 2006.
Lowe se presentó al Draft de la NBA antes de acabar la carrera en NC State y para poder trabajar como entrenador en la NCAA debía finalizarla, por lo que completó vía en línea las 9 horas finales que le restaban para graduarse en administración de empresas en St. Paul's College en Lawrenceville, Virginia. En mayo de 2006, Lowe fue nombrado nuevo entrenador de la Universidad de North Carolina State, reemplazando a Herb Sendek. Lowe habitualmente viste una americana roja en honor del mítico entrenador de NC State, Jim Valvano. 
Sidney se convirtió en uno de los cuatro entrenadores que han sido capaces de llevar a las finales de la ACC en su primera temporada.
Tras cinco años en North Carolina, a finales de 2011 se marcha a los Utah Jazz como asistente.
Las temporadas 2014-15 y 2015-16 las pasó como asistente de Flip Saunders y Sam Mitchell en Minnesota Timberwolves.
El 5 de julio de 2016, firma con los Washington Wizards como técnico asistente.
Tras dos años en Washington, al comienzo de la 2018-19 se anuncia su contratación con los Detroit Pistons, como parte del cuerpo técnico de Dwane Casey.
El 26 de agosto de 2021, se anuncia su contratación como técnico asistente de J. B. Bickerstaff en los Cleveland Cavaliers.

## Estadísticas de su carrera en la NBA

### Temporada regular
| Año     | Equipo    | PJ  | PT | MPP  | %TC  | %3P  | %TL   | RPP | APP | ROB | TPP | PPP |
| ------- | --------- | --- | -- | ---- | ---- | ---- | ----- | --- | --- | --- | --- | --- |
| 1983-84 | Indiana   | 78  | 2  | 15.9 | .413 | .111 | .777  | 1.6 | 3.4 | 1.2 | .1  | 4.2 |
| 1984-85 | Detroit   | 6   | 0  | 5.2  | .286 | —    | —     | .2  | 1.3 | .0  | .0  | .7  |
| 1984-85 | Atlanta   | 15  | 0  | 10.6 | .400 | .000 | 1.000 | 1.0 | 2.8 | .7  | .0  | 1.6 |
| 1988-89 | Charlotte | 14  | 0  | 17.9 | .320 | .000 | .636  | 2.4 | 6.6 | 1.0 | .0  | 1.6 |
| 1989-90 | Minnesota | 80  | 38 | 21.8 | .319 | .222 | .722  | 2.0 | 4.2 | .9  | .1  | 2.3 |
| Total   | Total     | 193 | 40 | 17.7 | .367 | .133 | .764  | 1.7 | 3.9 | 1.0 | .0  | 2.9 |

## Vida personal
Lowe y su esposa Melone viven en Raleigh (Carolina del Norte) con sus tres hijos.